# Rhysodesmus garcianus
Rhysodesmus garcianus är en mångfotingart som beskrevs av Chamberlin 1943. Rhysodesmus garcianus ingår i släktet Rhysodesmus och familjen Xystodesmidae. Inga underarter finns listade i Catalogue of Life.